# 48 км (платформа)
48 кіломе́тр (також Воздвижівка) — пасажирський зупинний пункт Запорізької дирекції Придніпровської залізниці на лінії Чаплине — Пологи між станціями Гайчур (5 км) та Гуляйполе (17 км).
Розташований за кількасот метрів від села Воздвижівка Гуляйпільського району Запорізької області.
Щоденно курсує одна пара приміських потягів сполученням Пологи — Чаплине.